# Снятинський повіт
Снятинський повіт (нім. Bezirk Śniatyn) — адміністративна одиниця коронного краю Королівство Галичини та Володимирії у складі Австро-Угорщини (до 1867 року — Австрійської імперії), Західно-Української Народної республіки, Польщі, УРСР і Третього Райху. Повіт існував у період з 1854 до 1944 року. Охоплював територію Снятинського та Косівського районів. Адміністративним центром було місто Снятин.

## Австро-Угорщина
Утворений 1854 року. Під час адміністративної реформи місцевого самоврядування розпорядженням міністерства внутрішніх справ Австро-Угорщини 23 січня 1867 року ліквідовано округи та збільшено повіти, зокрема до попереднього Снятинського повіту приєднано Заболотівський повіт. Однак Заболотівський повіт зберігся у структурі судової адміністрації. Практично в такому вигляді Снятинський повіт існував 73 роки — до 17 січня 1940 року.
Станом на 1879 рік, повіт налічував 40 населених пунктів, розподілених серед 38 кадастральних гмін.
У 1880 р. повіт поділявся на 41 кадастральну гміну, складався зі 42 поселень і 36 фільварків. За переписом 1880 р. в повіті було 68 193 мешканці.
На території повіту діяли два повітові суди — у Тлумачі та Заболотові.

## Західноукраїнська Народна Республіка
Наприкінці вересня 1918 р. за ініціативи поручника Володимира Бемка в Коломиї був утворений окружний революційний комітет, діяльність якого охоплювала і Снятинський повіт. 31.10.1918 о 9:30 зі Львова в Коломию прибув хорунжий В. Мурович з наказом за підписом Д. Вітовського про захоплення влади. Увечері відбулося засідання революційного комітету з 50 старшин і негайно взяті під контроль всі найважливіші об'єкти міста та надіслані військові залоги з куреня поручника доктора Зволинського на вантажівках до міст Снятин, Городенка і Надвірна.
1.11.1918 повітовим комісаром ЗУНРу став Гнат Мартинець, комендант рільничої експозитури III австрійської армії, колишній педагог. Його заступником став Жуковський. Повітовим військовим комендантом обраний поручник В. Одинський. У листопаді 1918 року повіт увійшов до Станиславівської військової області ЗУНР. Головою Повітової УНРади був обраний адвокат д-р Іван Семанюк (письменник Марко Черемшина). Делегатом до УНРади був обраний учитель Антін Онищук (УРП).
Керівником Снятинської жандармерії став вахмістр І класу Осип Стефанів, йому підпорядковувалося 7 відділків. Харчову управу повіту очолив Роман Кульчицький, пізніше його змінив Володимир Ґіжовський, а з 1.04.1919 обраний Микола Фодчук. Повітову шкільну раду очолив директор школи в с. Вовчківці Василь Равлюк. Снятинський курінь прикордонної сторожі очолював сотник Небиловець, який повністю усунувся від керівництва під час вторгнення румунів 24 травня 1919 року. Внаслідок цього до румунів потрапили 300 скорострілів і багато іншої амуніції, тож румуни безперешкодно захопили Покуття. Протягом 17-25 серпня 1919 року румуни передали Покуття під контроль поляків.

## Під польською окупацією
24 травня 1919 року, скориставшись наступом прибулого з Франції корпусу Галлера в ході польсько-української війни, румуни окупували територію повіту, однак 17—25 серпня того ж року передали його полякам. У серпні 1920 року польські вояки під командою полковника Краусса у повіті забрали всі зібрані селянами зернові, не залишивши навіть на посів. Через рік поляки включили повіт до складу створеного Станіславського воєводства Польщі. До складу повіту за переписом 1921 року входило 70 поселень (з них 2 міста, 39 сільських гмін і 28 фільварків) з 18 296 житловими будинками. Площа повіту — 604 км².

### Зміни адміністративного поділу

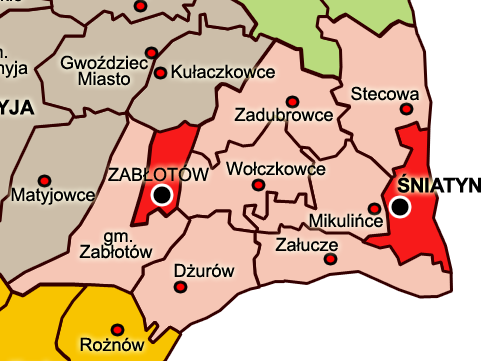
Снятинський повіт

1 серпня 1934 р. було здійснено новий поділ на сільські гміни шляхом об'єднання дотогочасних (збережених від Австро-Угорщини) ґмін, які позначали громаду села. Новоутворені ґміни відповідали волості — об'єднували громади кількох сіл або (в дуже рідкісних випадках) обмежувались єдиним дуже великим селом.

#### Міста (Міські ґміни)
1. м. Снятин
2. містечко Заболотів — місто з 1934 р.

#### Сільські ґміни
| Об'єднані сільські ґміни 1934 року | Об'єднані сільські ґміни 1934 року | Старі сільські ґміни | Кількість |
| ---------------------------------- | ---------------------------------- | --- | --------- |
| 1                                  | Ґміна Волчковце                    | Волчковце (Вовчківці), Кєліхув (Келихів), Любковце (Любківці), Олєшкув (Олешків), Орелєц (Орелець), Тулава (Тулова), Тулукув (Тулуків) | 7         |
| 2                                  | Ґміна Джурув                       | Джурув (Джурів), Новосєліца (Новоселиця), Попєльнікі (Попельники), Руднікі (Рудники), Тучапи                                           | 5         |
| 3                                  | Ґміна Заблотув                     | Борщув (Борщів), Ілліньце (Іллінці), Тросцянєц (Тростянець), Труйца (Тройця), Хлєбичин Польни (Хлібичин)                               | 5         |
| 4                                  | Ґміна Задубровце                   | Альбінувка (Альбінівка), Белелуя, Ганьковце (Ганьківці), Задубровце (Задубрівці), Зебранувка (Зібранівка), Красноставце (Красноставці) | 6         |
| 5                                  | Ґміна Залуче                       | Драгасимув (Драгасимів), Залуче (Залуччя), Завалє (Завалля), Княже                                                                     | 4         |
| 6                                  | Ґміна Мікуліньце                   | Будилув (Будилів), Відинув (Видинів), Карлув (Карлів), Кулачин, Мікуліньце (Микулинці), Усцє (Устя)                                    | 6         |
| 7                                  | Ґміна Стецова                      | Подвисоке (Підвисоке), Поточек (Потічок), Русув (Русів), Стецова (Стецева)                                                             | 4         |

## Радянський період
27 листопада 1939 р. повіт включено до новоутвореної Станіславської області.
В 1940 р. повіт ліквідовано і територію поділено на Заболотівський і Снятинський райони.

## Третій Райх
Під час німецької окупації у 1941—1944 рр. Снятинський повіт був відновлений як адміністративна одиниця Крайсгауптманшафту Станіслав — складової частини Дистрикту Галичина. Відновлений також був і поділ на гміни (волості). Однак після повторного захоплення території повіту радянськими військами його знову поділено на ті ж райони.

## Населення
Українці-грекокатолики становили 80 % населення повіту (1907).
У 1939 році в повіті проживало 80 250 мешканців (65 575 українців-грекокатоликів — 81,71 %, 1 965 українців-латинників — 2,45 %, 4 955 поляків — 6,17 %, 100 польських колоністів міжвоєнного періоду — 0,12 %, 7 195 євреїв — 8,97 % і 460 німців та інших національностей — 0,57 %).